# Oxythyrea dulcis
Oxythyrea dulcis är en skalbaggsart som beskrevs av Edmund Reitter 1898. Oxythyrea dulcis ingår i släktet Oxythyrea och familjen Cetoniidae. Inga underarter finns listade i Catalogue of Life.